# Данжутен
Данжутен (фр. Danjoutin) је насељено место у Француској у региону Франш-Конте, у департману Територија Белфор.
По подацима из 2011. године у општини је живело 3476 становника, а густина насељености је износила 615,22 становника/km².

## Демографија
| 1962. | 1968. | 1975. | 1982. | 1990. | 2011. |
| ----- | ----- | ----- | ----- | ----- | ----- |
| 3.317 | 3.520 | 3.695 | 3.451 | 3.103 | 3.476 |